# Darwiniana
Darwiniana es una revista científica semestral con sistema de revisión por pares editada por el Instituto de Botánica Darwinion. Es una publicación del Instituto de Botánica Darwinion y Museo Botánico de Córdoba Esta revista está dedicada a publicar trabajos científicos originales y revisiones sobre diferentes áreas de la Botánica pura. Los trabajos publicados en Darwiniana pertenecen a alguna de las siguientes categorías: Arqueobotánica y Etnobotánica, Estructura y Desarrollo, Biología Reproductiva, Ecología y Fitogeografía, Genética, Sistemática y Taxonomía de Plantas Avasculares y Sistemática y Taxonomía de Plantas Vasculares. Darwiniana publica de manera ininterrumpida desde su fundación en 1922, en su versión impresa (ISSN 0011-6793) y desde 2001, en su versión en línea (ISSN 1850-1702). 
Darwiniana se indexa en Núcleo Básico de Revistas Científicas Argentinas (CAICyT, CONICET), Biological Abstracts, BIOSIS Previews, CABI, Chemical Abstracts, Index to American Botanical Literature, Kew Record of Taxonomic Litarature, REDALYC, SciELO Argentina, SCOPUS.
Los trabajos publicados en Darwiniana, están idexados en:
- BIOSIS/Biological Abstracts,
- BIOSIS Previews
- CAB Abstracts
- Economic Botany Database (Kew),
- EMBiology
- Fuente Académica
- Index to American Botanical Literature
- The Kew record of Taxonomic Literature
- Periódica
- Plant Morphology (Kew)
- Redalyc (recientemente aprobada, todavía no disponible)
- Referativnyi Zhurnal
- Scopus
- VITIS-VEA: Viticulture and Enology Abstracts.